# Kärla-Kulli
Kärla-Kulli − wieś w Estonii, w prowincji Sarema, w gminie Lääne-Saare.